# كأس ويلز 2009–10
كأس ويلز 2009–10 (بالإنجليزية: 2009–10 Welsh Cup)‏ هو موسم من كأس ويلز. كان عدد الأندية المشاركة فيه 131، وفاز فيه نادي بانغور سيتي.